# Постзахідна ера

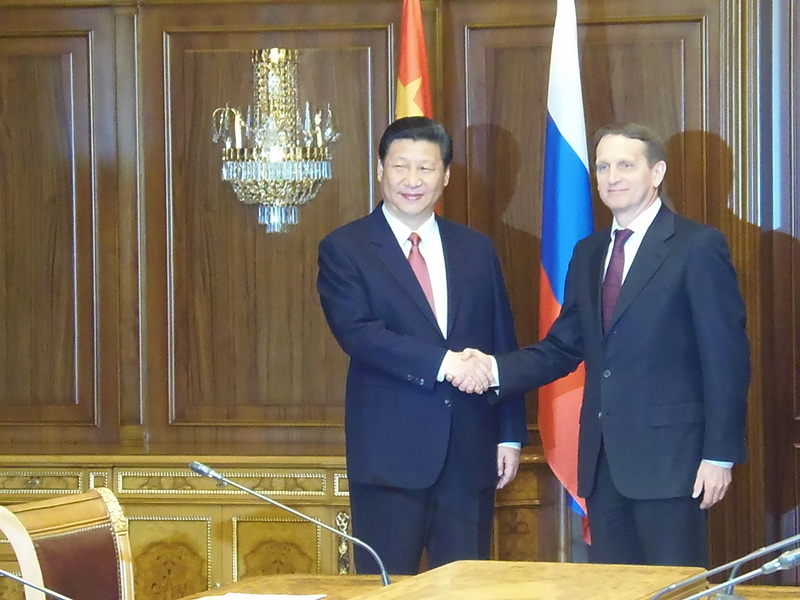
Голова КНР Сі Цзіньпін у російській Думі. Постзахідна ера часто вважається періодом домінування азійських держав, таких як Китай.

Постзахідна ера — це передбачуваний період часу, який розпочинається приблизно у 21 столітті або пізніше, коли Захід втрачає свою домінуючу позицію, і інші цивілізації, зокрема азійські, набувають вагомості. У зв'язку зі зростанням впливу азійських держав  або загальної активності глобального Півдня іноді використовують терміни "істернізація" та "південність" відповідно, аналогічно до "вестернізації".
Прихильники постзахідної ери часто вказують на зловживання владою Заходу під час колоніальних та постколоніальних періодів  як обґрунтування, тоді як противники вважають, що західні цінності та цивілізація є ключовими для прогресу людства та створення упорядкованого світу, і вони висловлюють побоювання, що постзахідний світ може не належним чином поважати ці цінності так, як робить Захід.

## Історія
Спочатку в Західних країнах вважали, що можна запобігти або досягти постзахідної ери, якщо більшість країн прийматиме західні цінності через створення глобального процвітання та співпрацю через систему спільного ринку та економічну глобалізацію по всьому світу. Проте пізніше виявилося, що різні країни поза Заходом не виявили бажання повністю вестернізуватися або приймати західні цінності, вигідно користуючись такими системами.
Виділено, що російсько-українська війна з 2014 р, і під час її значного загострення у 2022 році, відобразила певні риси постзахідного світового порядку. Спостерігалося, що Захід не зміг об'єднати країни Глобального Півдня для підтримки України, навіть при наявності солідарності в межах Заходу. Це свідчило про розбіжності між країнами, які вважаються різними учасниками, що переважають власні інтереси та ставлять під сумнів світовий порядок, побудований на принципах.
Крім того, війна між Ізраїлем та ХАМАС у 2023 році викликала додаткові сумніви щодо збереження лідерства Заходу у світовому порядку. Південні країни стверджували, що Захід застосовує подвійні стандарти, що призвело до геноциду жителів Гази.

## Перехід до пост-західної епохи

### Захід

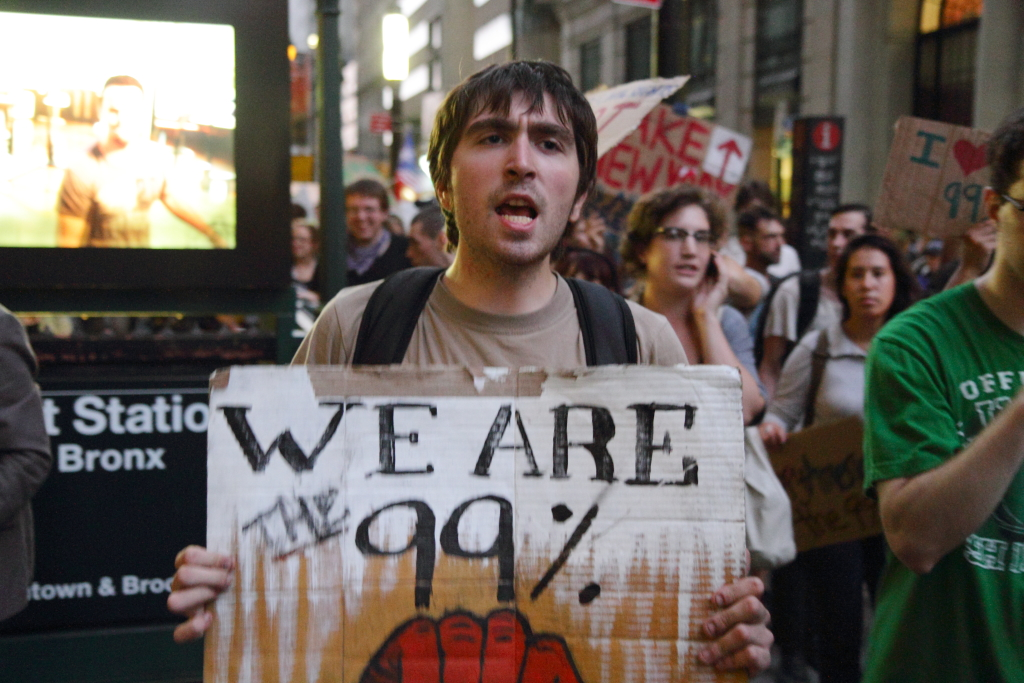
Учасник акції протесту «Захопи Уолл-стріт», американського руху проти економічної нерівності та корпоративної жадібності з 2011 року.

У певному розумінні Європу можна розглядати як дедалі більш постзахідною, оскільки вона успішно об'єднала раніше роз'єднані та конфліктогенні країни у складі Європейського Союзу. Європейські інституції, які підтримують певні цінності, такі як демократія, стали об'єктом поваги для світу. За прийняттям заходів та систем, характерних для західного світу, Європа відкрилася для взаємодії з іншими цивілізаціями та визнала їхній вплив.
Західне населення швидко старіє, а витрати на догляд за літнім населенням, а також падіння життєвого рівня середнього класу та інші економічні проблеми можуть призвести до зниження військової та економічної потужності Заходу. Деякі на Заході виступають проти різних форм глобалізації, які розглядаються як чинники, що сприяють економічній нерівності та переважно служать глобальній еліті. Це також призводить до відсутності бажання на Заході повністю взаємодіяти в основаному на правилах порядку.
На Заході ведуться обговорення щодо того, як ефективно управляти своїми міжнародними відносинами, переходячи до постзахідної ери. Деякі відзивають Захід підтримувати внутрішню солідарність на основі своїх цінностей, тоді як інші вказують на необхідність менше жорстко захищати цінності в зовнішніх відносинах для кращої інтеграції з впливовими незахідними державами та можливості впливати на них.

### Не-Захід

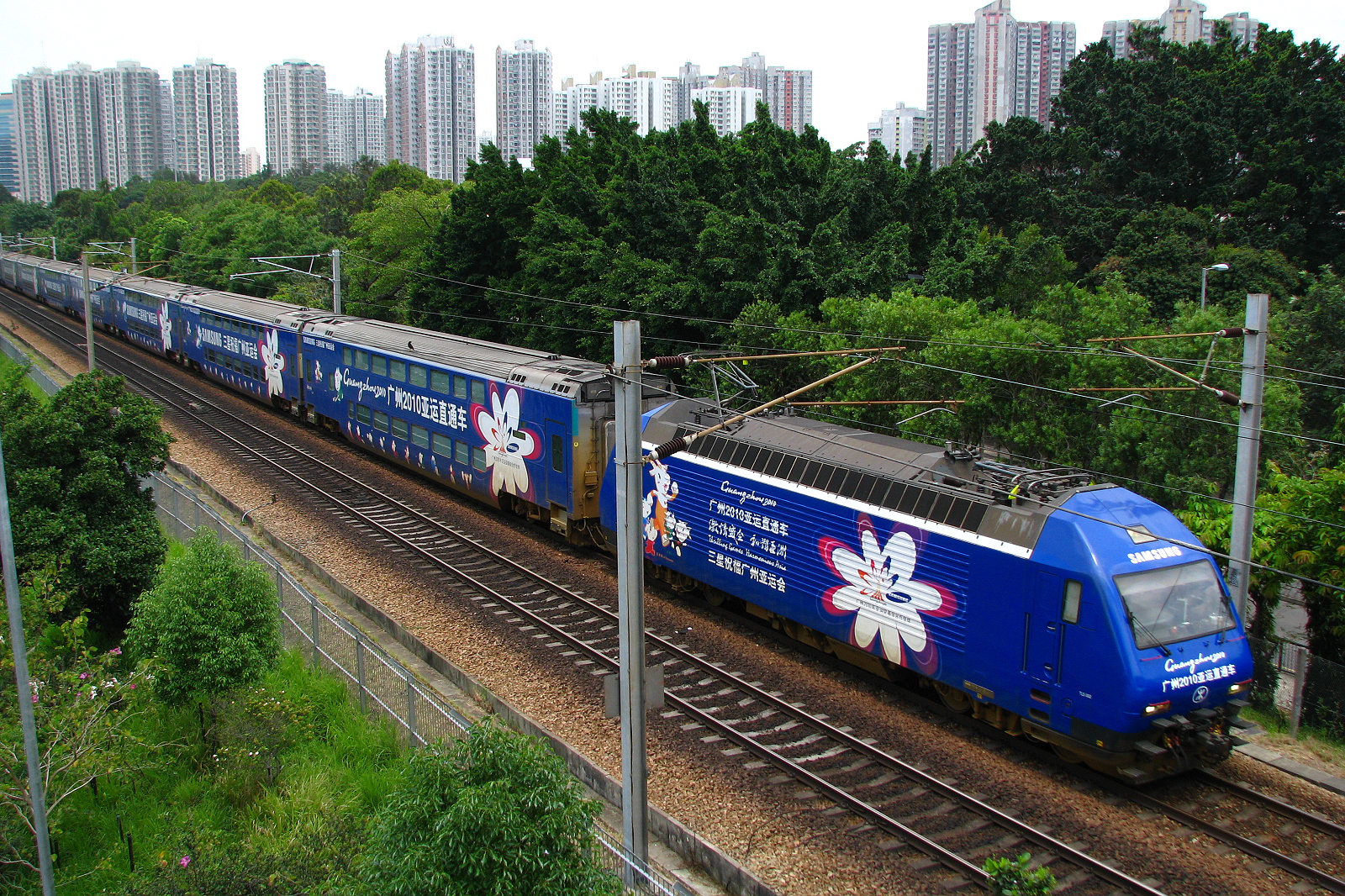
Реклама Азійських ігор у Китаї 2010 року на поїзді MTR KTT, який курсує з материкового Китаю через Гонконг. Китай все частіше включає кіберспорт і технології в свої Азійські ігри.

Кажуть, що різні фактори вказують на ослаблення впливу Заходу та можливий спад західних цінностей у світі. Молоде населення Азії значно зросло порівняно з Заходом, і країни, такі як Китай, отримали більше технологічних можливостей, які можуть впливати на світ і, можливо, використовуватися для обмеження можливостей людей висловлювати свої особисті права або ділитися владою в демократичній системі правління (див. технонаціоналізм).
Співробітництво між країнами Південь-Південь стало предметом широкого обговорення, оскільки, починаючи з 2013 року, розвиваючіся країни торгують між собою більше, ніж з країнами ОЕСР. Згідно з одним прогнозом, до 2050 року світовий економічний центр тяжіння може переміститися між Індією та Китаєм.
Авторитарні не західні країни дедалі більше прагнуть змінити глобальні міждержавні інституції, щоб зменшити дотримання прав людини. 
Під час російсько-української війни Індія виступила як приклад особливого підходу серед незахідних країн, прагнучи зберегти нейтралітет та проявити егоїстичну модель. У цей період вона визначила своє бажання перейти до багатополярного світу, де може взаємодіяти з різними партнерами. Також було помітне зменшення інтересу до повної демократії та плюралізму, що виражалося у зростанні індуїстського націоналізму та зсиленні нападів на політичних опонентів індійського уряду.
Аргументація з використанням ідеї цивілізаційної винятковості все більше використовується незахідними країнами як засіб отримання визнання на світовій арені і виправдання внутрішнього авторитаризму. 

## Вплив на глобальні проблеми

### Зміна клімату
Деякі прихильники ідеї постзахідності вважають, що незахідні країни можуть краще впоратися з проблемою зміни клімату, посилаючись на різні заходи, прийняті Заходом, які призвели до цієї проблеми. Одночасно на Заході обговорюють, як ефективно вирішити проблему зміни клімату в умовах, коли Захід може втратити лідерство або співпрацювати з незахідними країнами.

### християнство
Дехто стверджує , що занепад християнства на Заході сприяє тому, що, на їхню думку, зменшується здатність Заходу нав’язувати свої цінності як всередині себе, так і в усьому світі.  
Сильне історичне пов'язання християнства із Заходом стає все більш актуальним, оскільки християни намагаються адаптувати своє просування релігії для кращого залучення незахідних народів. Одночасно релігія все частіше розвивається на Глобальному Півдні в формі, яка конфліктує із християнством західного зразка. Зростає впізнання серед західних християн того, що поширення християнства не обов'язково пов'язане із західною культурою чи цінностями для досягнення успіху чи користі. Також виникають дебати про те, як західні християни повинні взаємодіяти з незахідними християнами або захищати їх, особливо в контексті релігійних переслідувань незахідних християн.

### спорт

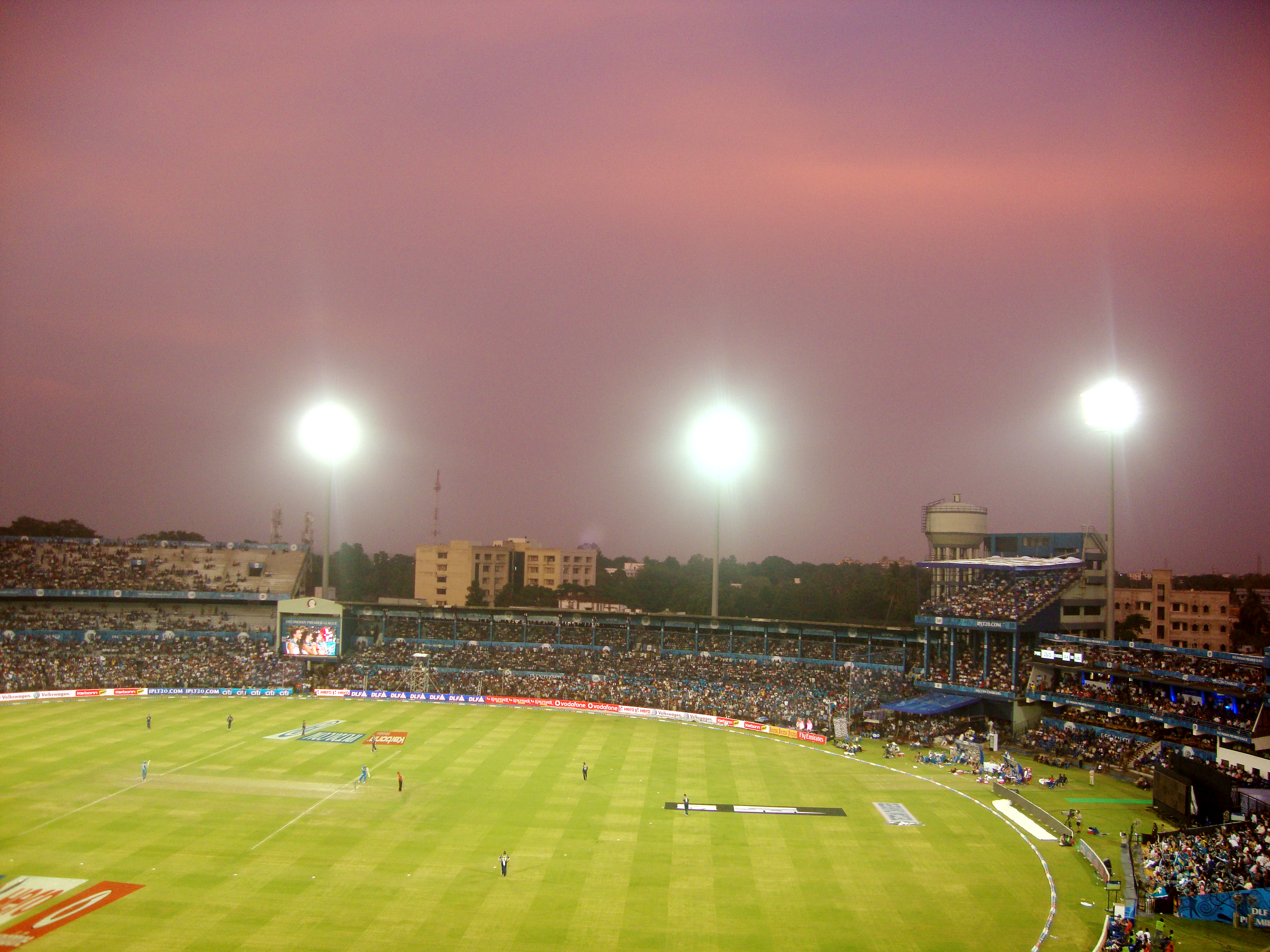
Індійська Прем’єр-ліга, друга найбільш цінна спортивна ліга у світі з точки зору плати за медіа-права за матч.

Незважаючи на те, що багато сучасних видів спорту мають своє коріння на Заході та спочатку поширювалися по світу завдяки колонізації, наразі відзначається зростаюча тенденція колишніх колоній визначати обличчя цих видів спорту  в організаційному плані. Наприклад, Індія визначається як провідна сила у світовому крикеті, виді спорту, який вона познайомилася під час британського колоніального правління. Країна використовує своє об'ємне населення та ринок для генерації значних доходів через індійську Прем’єр-лігу та комерційну привабливість формату Т20.

## Дивись також
- Західна ера
- Антизахідні настрої